# Edgardo de Escocia

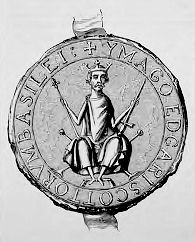
Edgardo de Escocia.

Edgardo de Escocia o Étgar mac Maíl Choluim (1074-8 de enero de 1107), fue rey de los escoceses desde 1097 a 1107. Era hijo de Máel Coluim mac Donnchada y de la reina Margarita (más tarde Santa Margarita).
Edgar reclamó el trono a comienzos de 1095, tras el asesinato de su medio hermano Donnchad mac Maíl Choluim a fines de 1094 por Máel Petair de Mearns, un partidario del tío de Edgardo, Domnall Bán. Su hermano mayor Edmundo se alió con Domnall Bán, quizás a cambio de un apanage y el reconocimiento de ser su heredero, ya que no tenía descendencia.
Edgardo recibió apoyo limitado de William Rufus como lo había hecho Donnchad previamente. Sin embargo, el rey inglés se encontraba ocupado con una revolución liderada por Robert de Mowbray, conde de Northumbria, que al parecer contaba con el apoyo de Domnall y Edmundo. Rufus se desplazó por el norte durante gran parte de 1095, tiempo en el cual Edgardo se hizo sólo con el control de Lothian. Un documento impreso en Durham en ese tiempo le nombra "... hijo de Máel Coluim Rey de los escoceses ... en posesión del territorio entero de Lothian y el reinado de los escoceses por entrega de mi lord Guillermo, rey de los ingleses, y por herencia paterna."